# Автомагістраль A32 (Нідерланди)
Автомагістраль A32 — це автомагістраль у Нідерландах, що з'єднує Меппель через Херенвен з Леуварденом. Жодна частина автомагістралі не підлягає європейському маршруту.

## Опис маршруту
На трасі автомагістралі розташовані два акведуки: Леппа Акведук біля Аккрума та Акведук Середньої Фрісландії біля Гроу. Затори виникають у годину пік біля розв’язки Ланкхорст, особливо в ранкову годину пік.

## Історія
У 2009 році завершено реконструкцію транспортної розв'язки Ланкхорст. Затори до розв'язки були вирішені додатковими смугами на південь на A28.